# Sport athlétique sézannais
Maillots
Le Sport athlétique sézannais, abrégé en SA sézannais, est un club de football français fondé en 1899 et situé à Sézanne.
Après une quinzaine d'années passées dans l'élite régionale, le SA sézannais choisie en 2020 de passer de Régional 1 (D6) à Départementale 1 (D9). Le club disparait en 2021 en fusionnant avec le RC Sézanne, un autre club de la ville, qui évolue alors en Régional 2 (D7). Le nouveau club prend le nom de Sporting Club sézannais, repart en Régional 2, et prend comme couleurs le bleu et le jaune du SAS et le rose du RCS.

## Historique

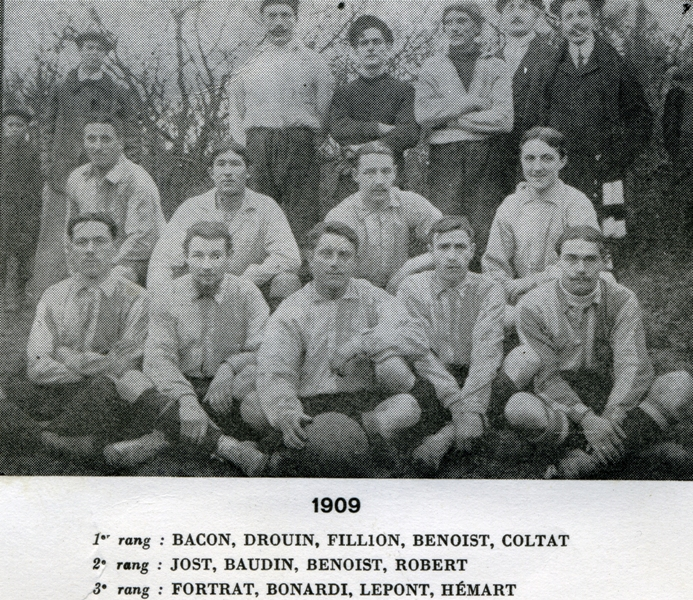
Une des plus anciennes photos du S.A.S./Archives du club - Picard C.

L'équipe fanion du SAS dispute le championnat de division d'Honneur (DH) du Nord-Est en 1965, en 1969, puis sans interruption de 1972 à 1977. Après une saison en division inférieure, le club retrouve la DH Nord-Est de 1979 à 1985. Depuis 2004, le club dispute le championnat de DH de Champagne-Ardenne, qui est le nouveau nom de la DH Nord-Est. Après plusieurs places dans la première moitié de tableau, le club atteint la deuxième place en juin 2011. De 1998 à 2011, c'est l'ancien pro de Sedan Jean-Louis Mazzéo qui entraine cette équipe. 

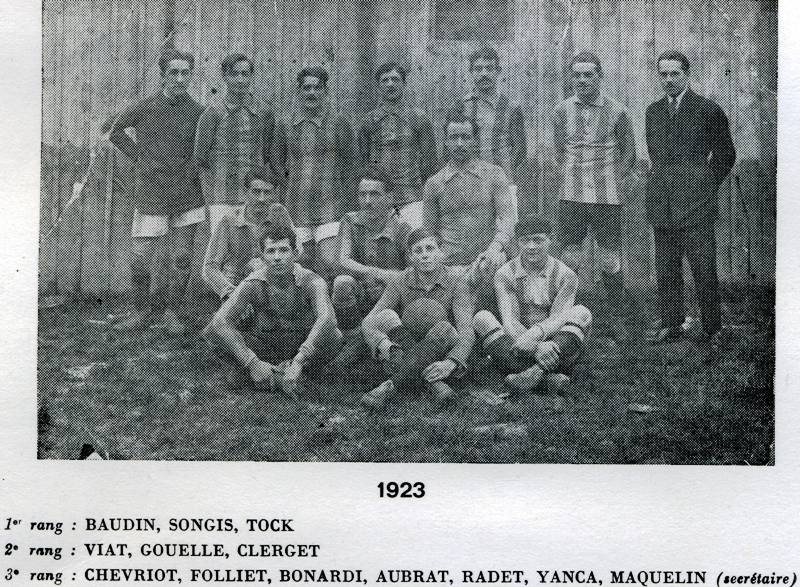
Le S.A.S en 1923/Archives du club-Picard C

A la fin de la saison 2010-2011, grâce cette deuxième place de l'équipe séniore dans le championnat de DH de Champagne-Ardenne, le club accède au Championnat de France Amateur 2 (CFA 2) pour la première fois de son histoire moderne. L’entraîneur est Dominique Delattre. Mais en fin de saison, la volonté des instances étant de réduire le nombre de clubs jouant en CFA2, le SAS est rétrogradé en DH Champagne-Ardenne. 
En 2021, il fusionne avec le RC Sézanne pour former le Sporting Club sézannais. 

## Palmarès
Le SA Sézanne remporte le championnat de Champagne de l'Union des sociétés françaises de sports athlétiques à quatre reprises en 1902, 1903, 1904 et 1905.
Le club participe à ce titre au Championnat de France de football USFSA et atteint les demi-finales du Championnat de France de football USFSA 1902.
Au cours de la saison 2010-2011, le club atteint les 32es de finale de la Coupe de France et après avoir battu le FC Nogent-sur-Seine (Aube), l'US Bazeilles (Ardennes), le FC Ailly-sur-Somme (Somme) et le FA Illkirch-Graffenstaden (Bas-Rhin), l'équipe perd sur le terrain de l'US Raon-l'Étape (CFA). En novembre 2016, c'est au 7e tour que le SA Sézanne quitte la Coupe de France en perdant contre le CS Louhans-Cuiseaux (CFA2).

## Entraîneurs
Plusieurs entraîneurs se succèdent à la tête de l'équipe A : Hossein Kellih (saison 2013/2014), Salim Kersena (août 2014/nov 2014) et à nouveau Dominique Delattre.
À partir de la saison 2015-2016, c'est Allan Levasseur qui devient entraîneur du club.
- 2009-2011 :  Jean-Louis Mazzéo
- 2011-nov. 2013 :  Dominique Delattre
- 2013-2014 :  Hossein Kellih
- Août-nov. 2014 :  Salim Kersena
- 2015-2019 :  Allan Levasseur
- 2020-2022 :  Johann Cabaup
- 2022- :  Smaïn Afartout

## Affiliation et informations générales
Le club fait partie de la Ligue de Champagne-Ardenne de football et du District Marne de football. Son numéro d'affiliation est le 500046 et ses couleurs sont le Jaune et le Bleu.
Les équipes séniores du S.A.Sézanne jouent à domicile au Stade Saint-Hubert de Sézanne (chemin des Poitrines), sur une pelouse naturelle ou sur les stades de la Fontaine du Vé (rue de la Fontaine du Vé).

## Autres équipes
L'équipe B évolue en Promotion de Ligue (3ème niveau régional) et son équipe C en District Marne. L'équipe A des U19 participe au championnat de Ligue, et l'équipe B évolue en District. Idem pour les U17 , les U15 et les U13.
Le club compte régulièrement 300 licenciés (8 équipes à 11 et une école de foot labellisée de 120 licenciés en effectif réduit). 